# Girindrashekhar Bose
Pour les articles homonymes, voir Bose.
Girindrasekhar Bose a été au début du XXe siècle le premier médecin, psychologue et psychanalyste indien et le premier président de la Société indienne de psychanalyse entre 1952 et 1953. Il a longtemps correspondu avec Sigmund Freud qu'il admirait mais dont il a contesté la théorie de la primauté du complexe d'Œdipe.
En 1921, il a soutenu une thèse de doctorat sur le concept de refoulement dans laquelle il intègre la pensée hindoue et les théories freudiennes. Freud a lu cette thèse et s'est montré étonné que la psychanalyse ait pu intéresser si loin de son bastion d'origine. C'est avec lui et Ernest Jones que s'est discutée la formation en 1922 de la Société indienne de psychanalyse qui s'est affiliée à l'Association psychanalytique internationale et dont le premier centre s'est ouvert à Calcutta. Sur les quinze membres d'origine, neuf étaient des enseignants de psychologie ou de philosophie et cinq étaient médecin de l'armée indienne, avec deux psychiatres britanniques. L'un d'eux a été Owen Berkeley-Hill psychanalyste célèbre pour son travail à l'hôpital psychiatrique de Ranchi.
La correspondance entre Freud et Bose se trouve dans les Archives de Sigmund Freud et certaines de ces lettres sont disponibles aux archives du Freud Museum à Londres.